# Tepelský dub
Tepelský dub je památný strom dub letní sloupovitý (Quercus robur Fastigiata), který roste na severním okraji parku za kostelem svatého Jiljí v Teplé v okrese Cheb v Karlovarském kraji, při jihovýchodní hranici CHKO Slavkovský les. Pravidelná a hustá kuželovitá koruna stromu sahá do výšky 24 m, obvod kmene měří 373 cm (měření 2013). Strom je chráněn od roku 2013 jako dendrologicky cenný taxon a strom s významným vzrůstem.

## Stromy v okolí
- Jírovec u Mariánské kapličky v Jankovicích
- Lípa u hřbitova
- Hroznatova lípa
- Rájovský javor